# Rio Sapucaí (Minas Gerais)
O rio Sapucaí é um curso de água que banha os estados de São Paulo e Minas Gerais, no Brasil.

## Etimologia
"Sapucaí" é um termo oriundo da língua tupi antiga: significa "rio das sapucaias", através da junção de sapukaîa (sapucaia) e 'y (rio). Seu nome deriva das sapucaias, árvores que crescem em suas margens.

## Características
A nascente do rio Sapucaí localiza-se no município paulista de Campos do Jordão, na serra da Mantiqueira. Tendo início a uma altitude de 1620 metros acima do nível do mar, o rio percorre aproximadamente 343 quilômetros até desaguar no reservatório da Usina Hidrelétrica de Furnas, a 780 metros de altitude, entre os municípios de Paraguaçu e Elói Mendes, em Minas Gerais. A partir de sua nascente, recebe inicialmente a denominação de ribeirão Capivari, ainda no estado de São Paulo, cruzando a zona urbana de Campos do Jordão e juntando-se a um de seus afluentes, o córrego das Perdizes, a partir de onde recebe a denominação de rio Sapucaí-Guaçu. Somente cinco quilômetros antes da divisa com Minas Gerais o rio recebe o nome de Sapucaí.

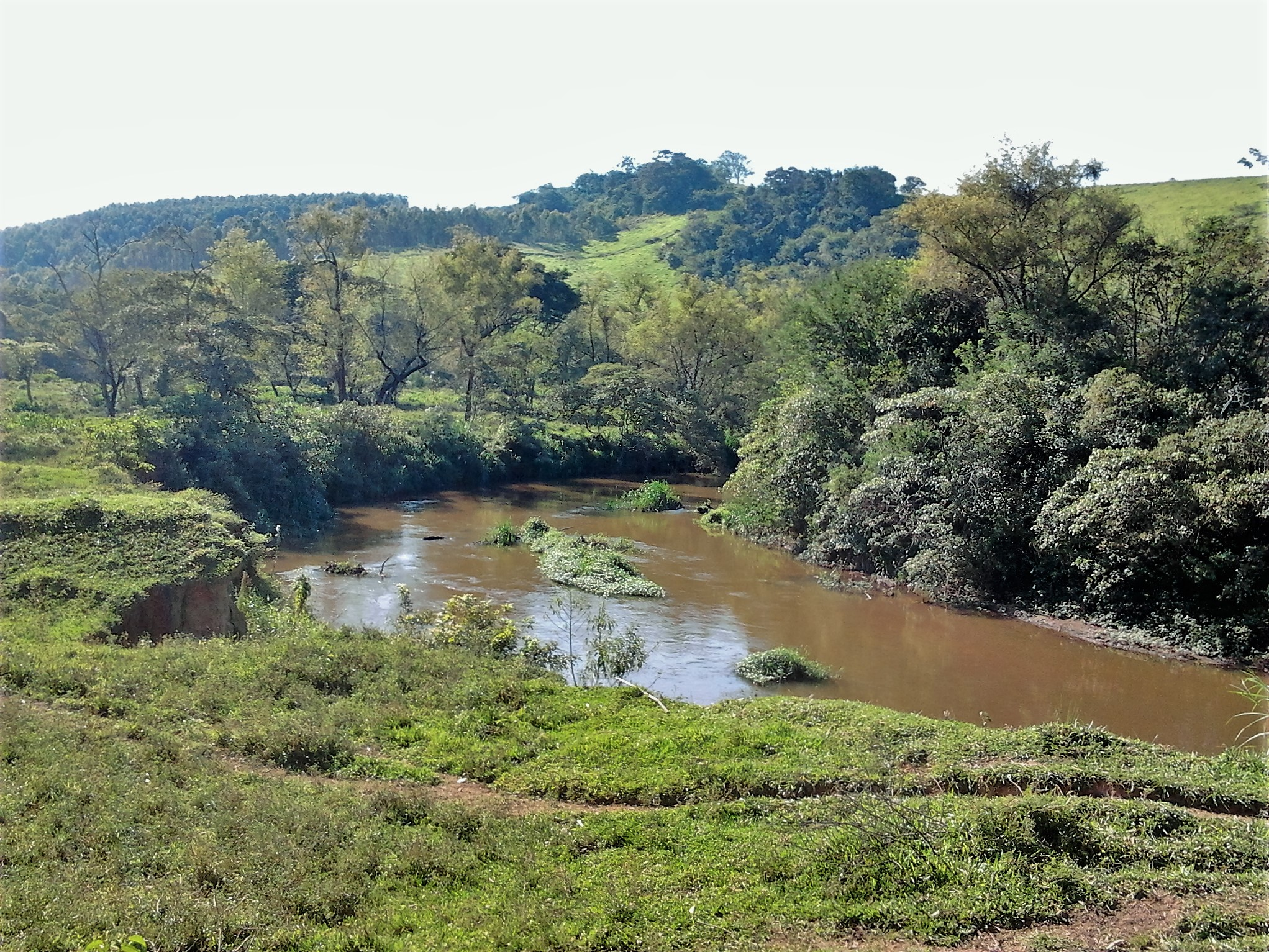
Rio Sapucaí entre Itajubá e Piranguinho

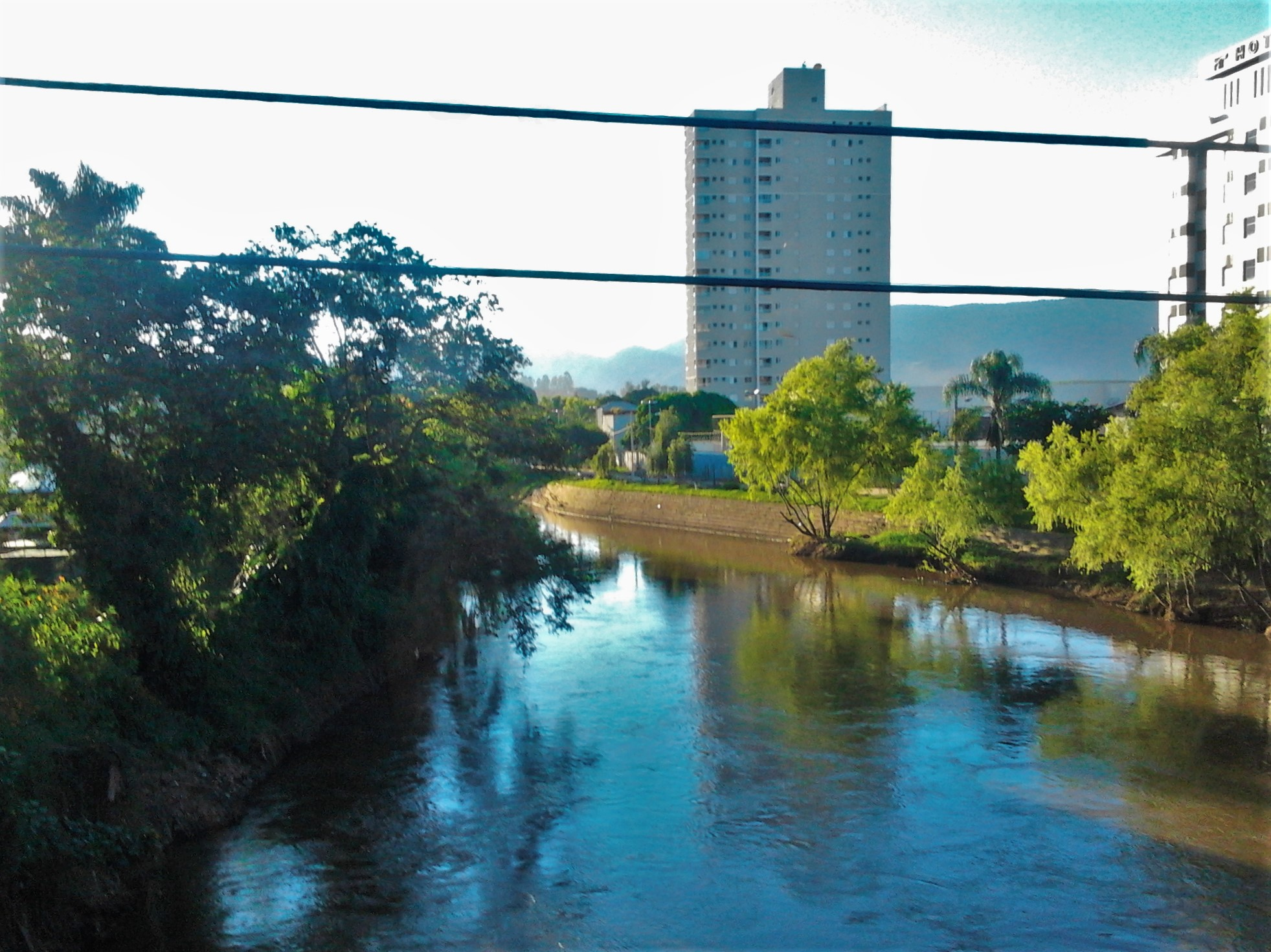
Rio Sapucaí na cidade de Santa Rita do Sapucaí

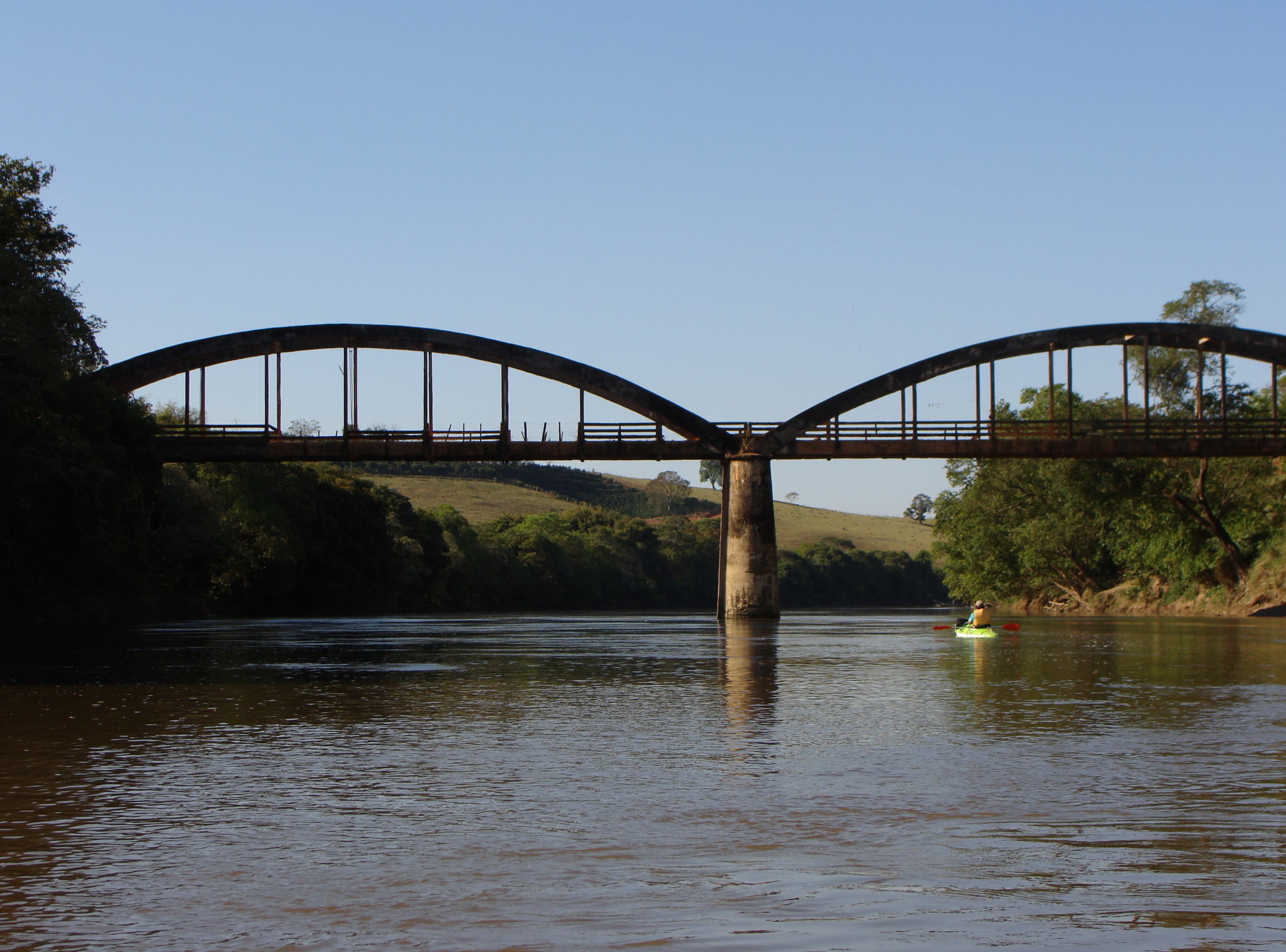
Ponte sobre o rio Sapucaí entre Machado e Cordislândia

A bacia hidrográfica do rio Sapucaí compreende uma área de 9 465,16 km², a qual é dividida em três porções principais. A primeira delas, o Alto Sapucaí, engloba áreas dos municípios  mineiros de Brazópolis, Conceição dos Ouros, Conceição das Pedras, Consolação, Delfim Moreira, Gonçalves, Itajubá, Maria da Fé, Marmelópolis, Paraisópolis, Pedralva, Piranguinho, Piranguçu, São José do Alegre, Sapucaí-Mirim, Wenceslau Brás, Virgínia e Passa Quatro, além dos municípios paulistas de Campos do Jordão, Santo Antônio do Pinhal e São Bento do Sapucaí. Neste trecho, o rio passa desde sua nascente a 1 650 metros de atitude e percorre 84,76 quilômetros até a cota de 840 metros, apresentando um desnível de até quinze metros por quilômetro. Por isso, no seu trecho inicial, o rio apresenta as maiores velocidades de escoamento.
No trecho da bacia compreendido na área do Médio Sapucaí estão os municípios de Borda da Mata, Cachoeira de Minas, Cambuí, Careaçu, Congonhal, Córrego do Bom Jesus, Espírito Santo do Dourado, Estiva, Heliodora, Lambari, Natércia, Ouro Fino, Pouso Alegre, Santa Rita do Sapucaí, São João da Mata, São Sebastião da Bela Vista, Senador José Bento, Silvianópolis, Munhoz, Senador Amaral e Camanducaia. Nesta área, o rio percorre uma extensão de 79 quilômetros, apresentando um desnível de somente vinte metros, o que significa que o trecho é predominantemente plano. Por este motivo, as cidades situadas nas planícies adjacentes ao rio estão propensas a enchentes, como já foi registrado em Itajubá, Piranguinho, Santa Rita do Sapucaí e Pouso Alegre. No trecho do Baixo Sapucaí, onde estão os municípios de Carvalhópolis, Cordislândia, Elói Mendes, Machado, Monsenhor Paulo, Paraguaçu, Poço Fundo, São Gonçalo do Sapucaí e Turvolândia, o rio percorre seus últimos 74 quilômetros, vencendo um desnível de quarenta metros até chegar no reservatório da Usina Hidrelétrica de Furnas, próximo ao distrito de Pontalete em Três Pontas, encontrando-se com o rio Verde.  Antes da formação do reservatório da represa, ele prosseguia no rumo noroeste até desaguar no rio Grande. Hoje, é um dos contribuintes do lago.
O regime de drenagem da bacia é predominantemente dendrítico, ou seja, é formado por uma extensa rede de drenagem composta por muitos afluentes e subafluentes. Dentre os principais cursos d'água que desaguam no Sapucaí destacam-se o rio Sapucaí-Mirim, Lourenço Velho, Cervo, Turvo e Dourado.
A vazão média do rio varia desde sua nascente até desaguar no reservatório de Furnas, pelo fato de que recebe a contribuição de seus afluentes. Conforme dados fluviométricos históricos, a vazão média diária do rio é de 21,33 m³/s na altura de Itajubá e chega a 166,58 m³/s próximo a Paraguaçu.

## História
A região do baixo Sapucaí foi originalmente habitada pelos índios Cataguás, de acordo com achados cerâmicos nos municípios de Carmo do Rio Claro, Alfenas e Paraguaçu. Relatos dos primeiros exploradores da região indicam a presença dos índios Lopos, com os quais tiveram vários enfrentamentos. Aos indígenas atribui-se a denominação do rio, em homenagem às sapucaias, árvores originalmente abundantes em suas margens.
Atribui-se a vários bandeirantes paulistas a descoberta do Sapucaí, cujas expedições datam desde a última década do século XVI até meados do próximo século. As expedições de João Botafogo (1596), Martim Correa de Sá, Padre João Farias e Matias Cardoso de Almeida (1664) e outras foram as primeiras a chegar ao vale do rio. A consolidação do vale como sendo território mineiro, entretanto, foi motivo de conflitos com a capitania de São Paulo, sobretudo a partir da Guerra dos Emboabas, em disputa do direito de exploração das minas recém descobertas. Criou-se então, em 1714, a Comarca do Rio das Mortes, que tinha como sede São João del-Rei. Os paulistas contestaram a delimitação da comarca e fixaram um marco em Caxambu, posteriormente removido pelos mineiros. Somente em 1737 o ouvidor de São João del-Rei, Cypriano José Rocha marca a posse do rio Sapucahy sob a posse da Capitania de Minas. Nesta época, a região do baixo rio provavelmente já era povoada. Confirmou-se, então, a descoberta de ouro em São Gonçalo do Sapucaí (1739) e Santana do Sapucaí (1746).

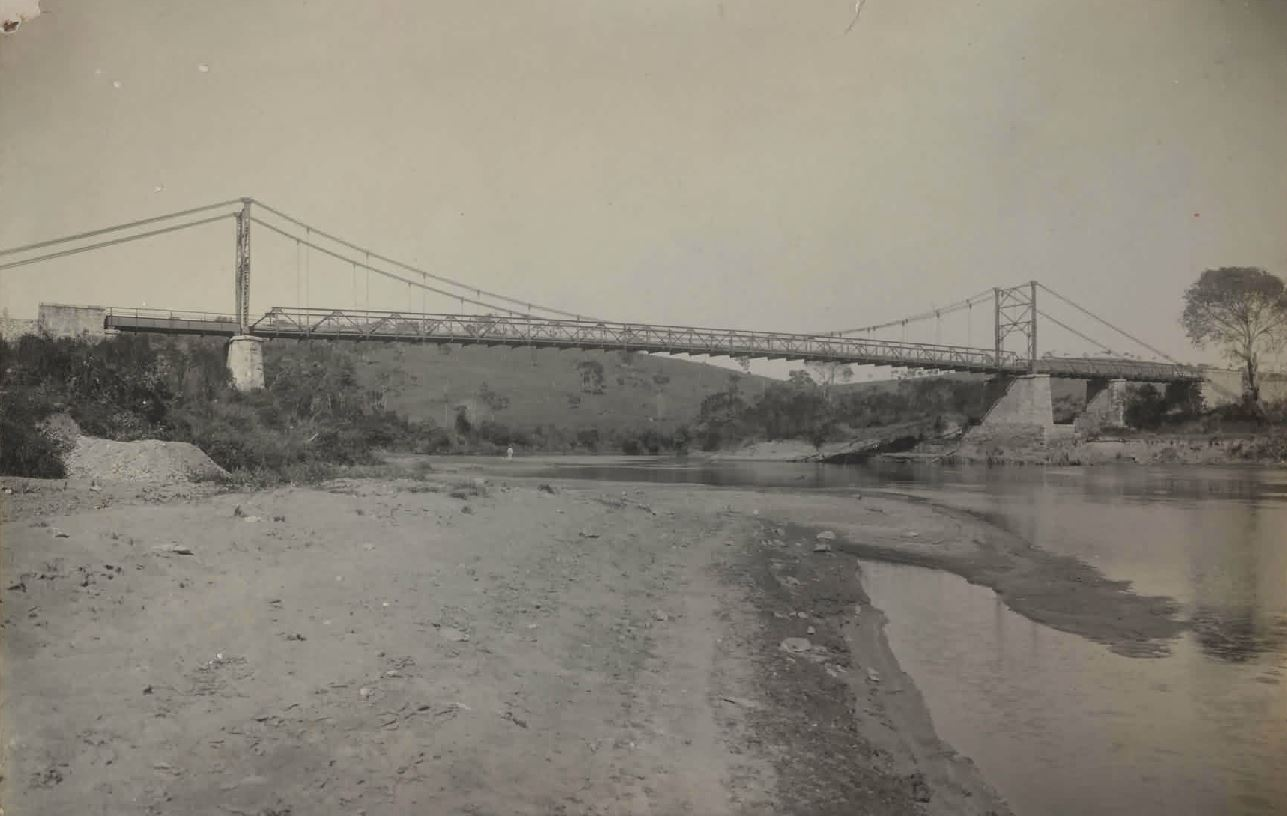
Ponte Pênsil Afonso Pena sobre o Sapucaí, entre São Gonçalo do Sapucaí e Turvolandia

Foi importante historicamente na época das bandeiras, as quais, saindo do Vale do Paraíba, adentravam o interior de Minas Gerais seguindo o curso do Sapucaí, em busca de ouro, pedras preciosas e escravos índios. Contribuiu para a formação de muitas cidades e a ocupação do sul e do sudoeste mineiro.

### Navegação
Originalmente, o rio Sapucaí possuía uma extensão maior, seguindo quase cem quilômetros para o norte até desaguar no rio Grande. Entretanto, com a construção da Usina Hidrelétrica de Furnas, este trecho foi inundado.
Alguns trechos do rio eram originalmente navegáveis, sobretudo num trecho a montante da cachoeira de Cubatão, próximo a Paraguaçu, abaixo da qual o rio se alargava e apresentava muitas ilhas e rochas expostas, e na porção jusante do rio, que se iniciava no distrito de Pontalete, em Três Pontas, onde encontrava-se com o Rio Verde, até a cachoeira Salto Grande, já no então distrito de São João Batista do Glória, pertencente a Passos. Desde a segunda metade do século XIX, já havia propostas para a utilização do rio para promover o crescimento regional através do transporte fluvial, inclusive com a integração com a crescente rede ferroviária.
| “ | Deste rio, no futuro, a província de Minas se utilisará para a navegação; então, quando raiar essa época no horizonte mineiro, a prosperidade, riqueza e agricultura muito florescerão para os municípios do sul desta província. A navegação do Sapucahy não é um problema de intrincada solução; atendendo nós á posição topográfica do solo e estudando-se a natureza do Sapucahy conhece-se que fácil é empreehender-se de sua navegação. | ” |
|   | — Almanach Sul-Mineiro - 1874. |   |

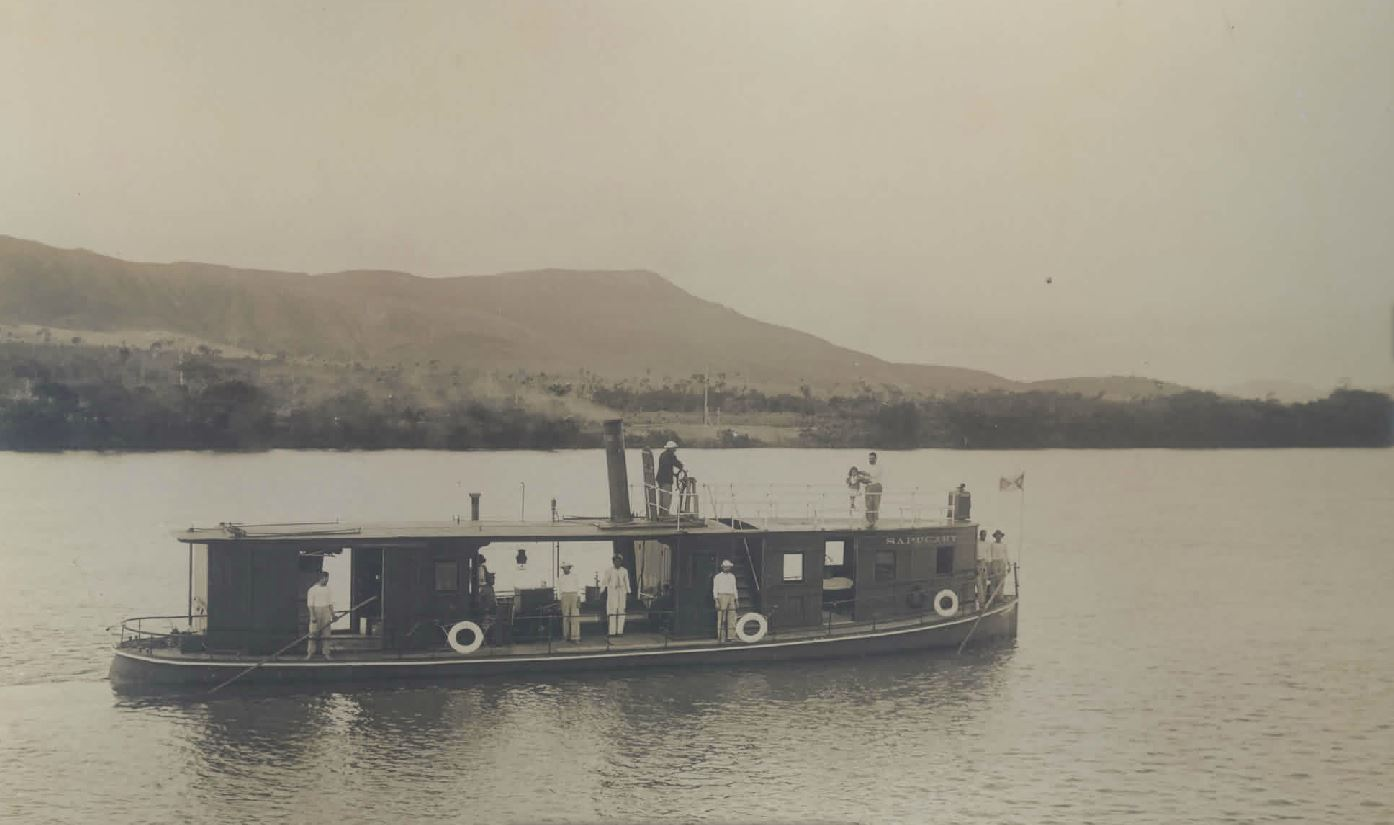
Barco a vapor no rio Sapucaí (c. 1906-1908)

O primeiro trecho explorado comercialmente por meio de barcos a vapor foi entre Fama e Porto Carrito, distrito de Carmo do Rio Claro, ainda no final do século XIX. Em 18 de julho de 1893, a lei estadual n° 59 autorizava o presidente do Estado a contratar quem oferecesse maiores vantagens para a navegação a vapor no rio Sapucaí entre Piranguinho (então distrito de Vila Braz, atualmente Brazópolis) e Pouca Massa (atualmente Guaipava, distrito de Paraguaçu). Barcos a vapor da empresa Navegação Sul Mineira periodicamente percorriam o trecho entre Fluvial (porto no rio Verde onde passava a Estrada de Ferro Muzambinho) e seguia passando pelo Pontalete e demais distritos até chegar em Carrito (distrito de Carmo do Rio Claro). Posteriormente, em 1904, a navegação no trecho foi concedida à empresa Estrada de Ferro Minas e Rio.
Contudo, a concessão durou somente cinco anos pois, em 1909, o controle passou a ser da companhia Viação Férrea Sapucaí, sob controle federal. Dois barcos a vapor faziam o transporte entre Porto Sapucaí (em Santa Rita do Sapucaí) e porto de Paredes (em Cordislândia), que se estendeu posteriormente até o porto de Cubatão, em Paraguaçu. O porto Carrito, em Carmo do Rio Claro, tornou-se um importante ponto de comércio.
Em 1934, o trecho a montante de Paraguaçu era administrado pela Estrada de Ferro Sul de Minas, já sob controle estadual, possuía doze portos entre Sapucaí (em Santa Rita do Sapucaí) e Cubatão (em Paraguaçu), os quais eram servidos por dois barcos a vapor. Duas outras companhias faziam a ligação fluvial entre o porto de Fama e o porto Carrito, transportando pessoas, cargas e encomendas.

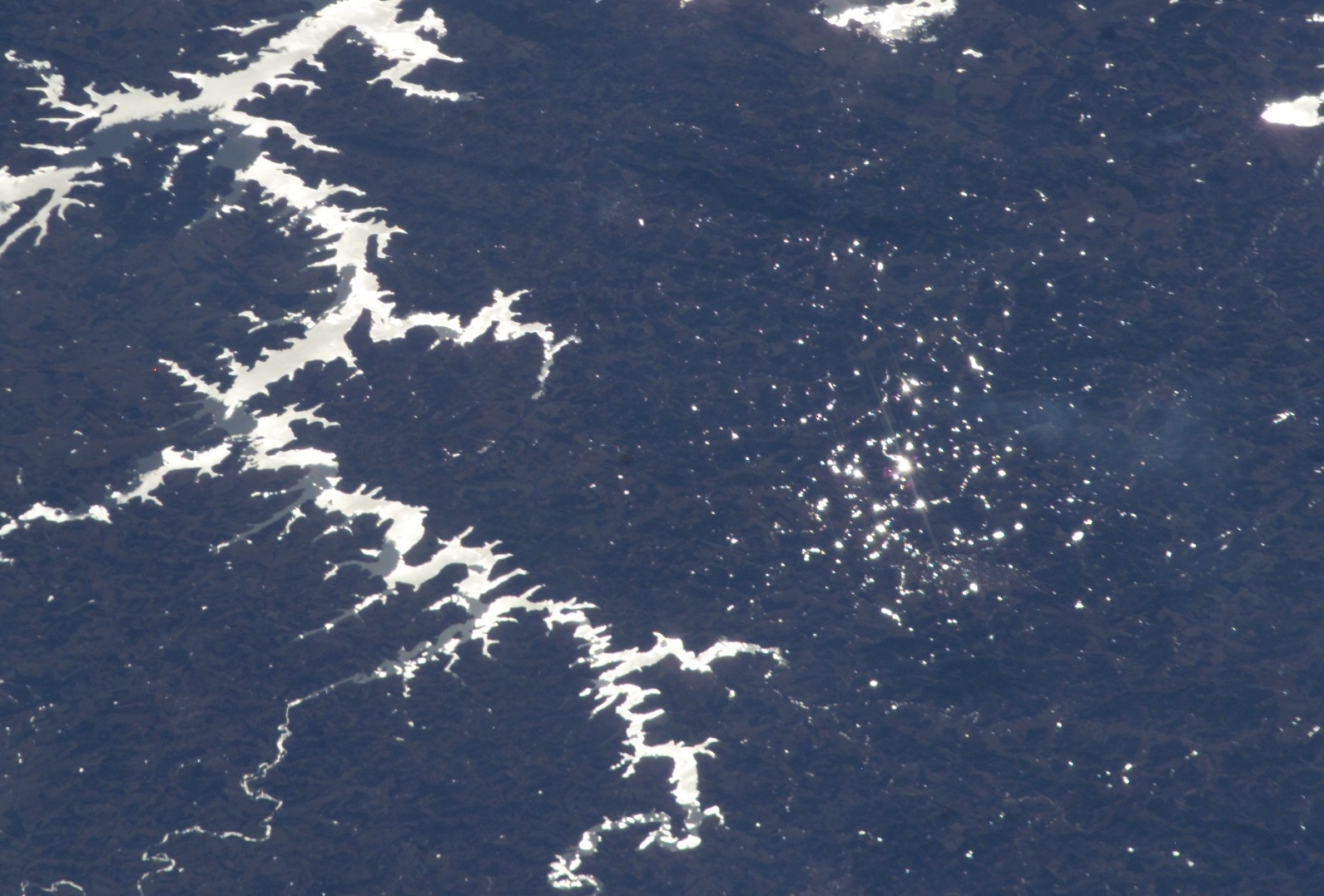
O rio Sapucaí (canto inferior esquerdo) segue rumo ao norte para o reservatório de Furnas.

A navegação comercial foi encerrada em 1933 no trecho a montante de Paraguaçu, a princípio por conta do nível baixo do Sapucaí em virtude de uma forte seca, mas as atividades não foram retomadas mesmo após a normalização do nível. Não há clareza quanto a data de término do uso de barcos a vapor para o transporte fluvial, sendo que as duas empresas que operavam no trecho a jusante estavam em dificuldades financeiras.
A formação do reservatório da Usina Hidrelétrica de Furnas no início da década de 1960 inundou o vale do rio entre sua foz no rio Grande até Paraguaçu, coincidindo em sua maioria com o trecho anteriormente navegável. Muitas áreas férteis, bem como fazendas, povoados e cidades, foram inundados, e muitas compensações prometidas pela Furnas Centrais Elétricas não foram cumpridas. A construção da rodovia Fernão Dias em 1959, como principal ligação entre Belo Horizonte e São Paulo, consagrou o fim do protagonismo do rio como principal vetor do desenvolvimento local.

## Ecologia e poluição

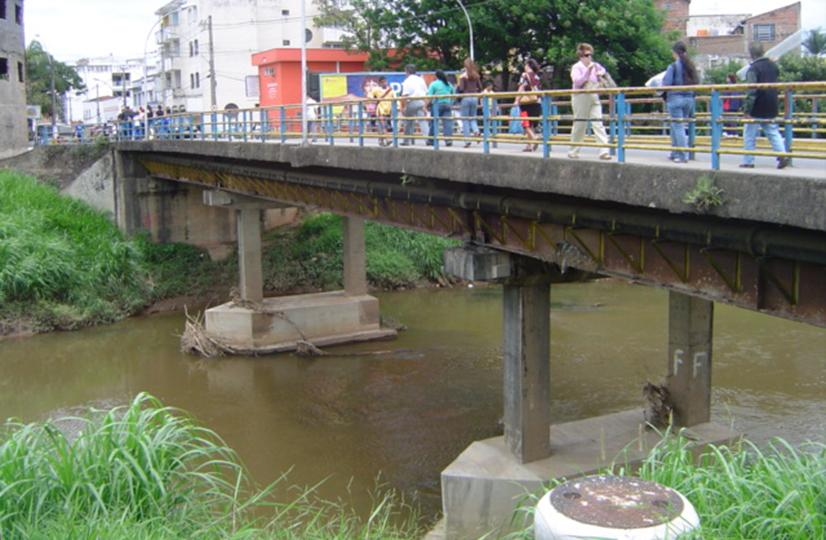
Ponte sobre o rio Sapucaí em Itajubá.

### Poluição
Ao longo de toda a bacia do rio Sapucaí existem inúmeras atividades de ocupação. Destas predominam atividades agrícolas e industriais, as quais são responsáveis pelo lançamento de diversos tipos de poluentes que degradam a qualidade da água do rio Sapucaí e seus afluentes.
A maioria dos municípios da bacia do Sapucaí não possuem sistemas de tratamento de esgoto sanitário, os quais são lançados diretamente nos corpos hídricos. Em Itajubá e Santa Rita do Sapucaí, a extração de areia e argila aumenta a quantidade de sólidos em suspensão e consequentemente a turbidez da água. Outras fontes importantes de poluição constituem as atividades industriais, atraídas para a região da bacia sobretudo após a duplicação da rodovia Fernão Dias, principalmente metalúrgicas e de eletrônicos.
Atividades agropecuárias são predominantes também ao longo da bacia do rio Sapucaí, destacando-se plantações de café, batata e hortaliças, bem como a pecuária leiteira. No entanto, o uso intensivo do solo sem o correto manejo tem sido responsável pela grande ocorrência de erosão, gerando o acúmulo de sedimentos nos corpos d'água. Além disso, dejetos animais e pesticidas são fontes importantes de poluição difusa. O uso de fertilizantes no solo também altera os parâmetros de qualidade da água.
Como parte do Projeto Águas de Minas, do Instituto Mineiro de Gestão das Águas, são realizados desde 1997 análises relativas à qualidade da água nos rios de Minas Gerais. Para isto, utiliza-se os indicadores dos Índice de Qualidade de Água (IQA), que leva em conta diversos fatores, como oxigênio dissolvido, presença de coliformes fecais, nitratos e fosfatos dissolvidos, turbidez, pH, dentre outros. No rio Sapucaí, os resultados do IQA variam de ruim a bom. A contaminação por tóxicos avalia a presença de metais pesados, como cádmio, chumbo e mercúrio, bem como nitratos e amônia. Neste critério a contaminação varia de baixa a média, embora algumas ocorrências de alta contaminação tenham sido registradas. O levantamento mais recente, do terceiro trimestre de 2013, revela que o IQA era considerado bom à montante de Itajubá, a partir de onde se tornava médio até próximo a Careaçu, quando novamente o IQA atinge o critério de bom. Alguns afluentes como o Rio Sapucaí-Mirim e o rio Dourado possuíam IQA médio.